# Auguste de Schleswig-Holstein-Sonderbourg-Beck
Auguste de Schleswig-Holstein-Sonderbourg-Beck (né le 13 février 1652 – 26 septembre 1689 à Bonn) est un noble allemand qui règne de 1675 jusqu'à sa mort sur le duché de Schleswig-Holstein-Sonderbourg-Beck dont il est le second souverain.

## Biographie
Auguste est le fils ainé du duc Auguste Philippe (1612-1675) et de son épouse Marie-Sybille de Nassau-Sarrebruck (1628-1699). Son père est le 5e fils du duc Alexandre et un petit fils de Jean, le fondateur de la lignée de Schleswig-Holstein-Sonderbourg.
Le Schleswig-Holstein-Sonderbourg-Beck doit son nom à la résidence de Beck, un château situé près d'Ulenburg, qui est devenu désormais un quartier de  Löhne, une ville du nord est de la région Rhénanie-du-Nord-Westphalie.
À l'époque Ulenburg se trouve situé dans l'évéché de Minden. En 1648, le Margrave de Brandebourg annexe la région. Le Brandebourg est alors en pleine expansion et il recherche des troupes et des officiers pour les commander. La première condition pour devenir officier est de justifier une noble naissance, dans ce contexte il est naturel pour Auguste d'entrer dans la carrière militaire et il devient donc Major général de l'armée du Brandebourg.
Auguste meurt de la dysenterie le 26 septembre 1689 à Bonn dans la Ruhr. Il a comme successeur son fils Frédéric Guillaume Ier.

## Union et postérité
En 1676, Auguste épouse Edwige Louise de Lippe-Alverdissen (1650-1731), une fille du comte Philippe Ier de Schaumbourg-Lippe, le fondateur de la Principauté de Schaumbourg-Lippe. Ils ont deux enfants :
- Dorothée Henriette (1678 – après 1755) ;
- Frédéric Guillaume Ier.